# Donnie Beechler

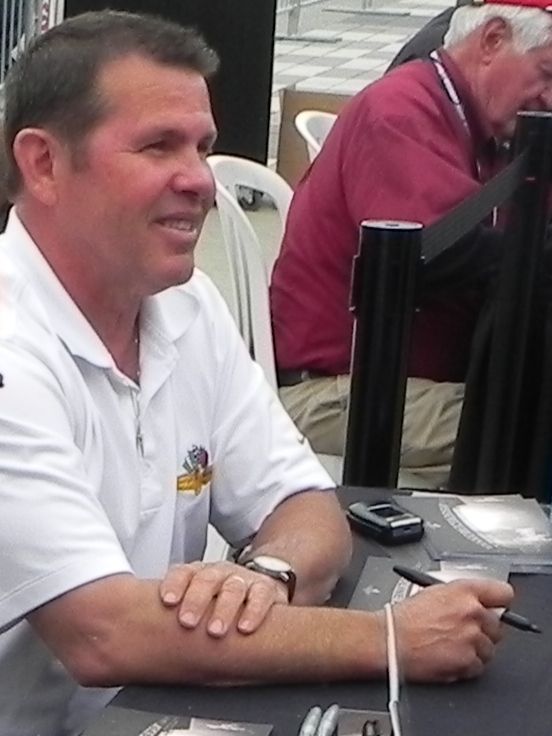
Donnie Beechler

Donnie Beechler (Springfield (Illinois), 18 mei 1961) is een Amerikaans voormalig autocoureur.
Beechler reed tussen 1998 en 2001 zesendertig races in de Indy Racing League. Hij behaalde in zijn carrière twee podiumplaatsen, hij werd derde op de Phoenix International Raceway in 2000 en eveneens derde op de Kansas Speedway in 2001. Hij reed vier keer de Indianapolis 500, maar haalde nooit een top 10 resultaat. Hij werd ex aequo vijfde in de eindstand van het kampioenschap van 2000. Hij reed zijn laatste race op de Texas Motor Speedway in 2001, waar hij op de vijfde plaats finishte. Hij nam in 2002 nog deel aan de kwalificatieritten op de Homestead-Miami Speedway en de Indianapolis Motor Speedway, maar kon zich voor beide races niet kwalificeren.